# Oakfield (hrabstwo Genesee)
Oakfield – wieś w Stanach Zjednoczonych, w stanie Nowy Jork, w hrabstwie Genesee.